# HD 58552
HD 58552，又名BD+10 1532，SAO 96899、HR 2836，是一颗恒星，视星等为6.37，位于銀經207.31，銀緯12.54，其B1900.0坐标为赤經7h 20m 57.1s，赤緯+10° 12.54′ 25″。